# La Femme au miroir (roman)
Pour les articles homonymes, voir La Femme au miroir.
La Femme au miroir est un roman d'Éric-Emmanuel Schmitt paru en 2011 chez l'éditeur Albin Michel .

## Synopsis
Trois destins croisés : ceux d'Anne, Hanna et Anny Lee. Apparemment différentes, Anne vit à Bruges à l'époque de la Renaissance, Hanna dans la Vienne impériale de la "belle époque" et Anny Lee à Los Angeles à l'époque contemporaine,,.
- Anne , jeune fille sur le point de se marier , ne se reconnait plus dans la société de la Renaissance et cherche à s'évader dans la nature.
- Hanna partage le même sentiment dans la société viennoise et cherche elle son émancipation dans la psychanalyse.
- Anny Lee est une actrice à succès à Hollywood qui mène une vie sulfureuse, enchaînant les aventures amoureuses et addict à divers drogues.

## Éditions
Édition imprimée originale
- Éric-Emmanuel Schmitt, La Femme au miroir : roman, Paris, éd. Albin Michel, 17 août 2011, 464 p., 140mm x 205mm (ISBN 978-2-226-22986-1).

Édition imprimée au format de poche
- Éric-Emmanuel Schmitt, La Femme au miroir, Paris, Librairie générale française, coll. « Le Livre de poche », 21 août 2013, 4480 p., 18 cm (ISBN 978-2-253-17568-1).

Livre audio
- Éric-Emmanuel Schmitt, La Femme au miroir : texte intégral, Paris, Audiolib, 12 octobre 2011 (ISBN 978-2-35641-411-3, BNF 42525455, présentation en ligne). Texte intégral, suivi d'un entretien avec l'auteur ; narratrices : Marianne Épin, Nathalie Hugo, Cachou Kirsch et Valérie Lemaître ; support : 2 disques compacts audio MP3 ; durée : 12 h 44 min environ ; référence éditeur : Audiolib 25 0447 0.

## Traductions
Le roman a été traduit en albanais, allemand, anglais des États-Unis, bulgare, chinois mandarin, espagnol castillan, italien, néerlandais, polonais, portugais du Brésil, russe et turc.

## Distinction
- Prix Agrippa-d’Aubigné (2012), décerné par le Lions Club pour La Femme au miroir[5].